# Тетрадь смерти (фильм, 2017)
«Тетра́дь сме́рти» (англ. Death Note) — американский мистический триллер, снятый Адамом Вингардом на основе одноимённой манги Цугуми Обы и Такэси Обаты. Премьера кинокартины состоялась 25 августа 2017 года на платформе Netflix. Фильм получил в основном отрицательные отзывы критиков.
Фильм рассказывает о школьнике-отличнике по имени Лайт Тёрнер, который находит загадочную тетрадь, убивающую любого, чьё имя будет в неё записано. С помощью тетради парень решает в корне изменить мир, однако обнаруживает, что его преследует известный профайлер ФБР, скрывающийся под псевдонимом L.

## Сюжет
Старшеклассник Лайт Тёрнер в дождь находит некую Тетрадь смерти, и сразу после этого ввязывается в драку с хулиганами. После драки он получает наказания за вскрывшийся факт написания заданий другим школьникам. Во время наказания к Лайту приходит бог смерти Рюк. Рюк уговаривает напуганного Лайта записать в Тетрадь имя ударившего его хулигана. Хулиган умирает, и Лайт понимает, что тетрадь обладает сверхъестественными свойствами. Вскоре он записывает в тетрадь имя убийцы своей матери, который смог уйти от наказания.
Позже Лайт сталкивается с Мией, девушкой из команды поддержки, из-за которой он и ввязался в ту драку. Он решает ей показать Тетрадь смерти и даже демонстрирует её свойства. Мия, как и Лайт, обладает сильным чувством справедливости, вместе они решают карать преступников, и походу их партнёрства у них происходит роман. Лайт предлагает использовать псевдоним «Кира» (якобы от кельтского «свет», а также от японского «убийца»), чтобы запутать следствие. Для этого Лайт и Мия руками убитых преступников пишут надписи на японском и слово «Кира».
Лучший в мире детектив L, который помогал спецслужбам в раскрытии многих преступлений, решает заняться этим делом. L догадывается, что Кира не японец, а из американского города Сиэтл. В Сиэтле L начинает сотрудничать с Джеймсоном Тёрнером, офицером отдела по особым делам, следователем по делу Киры. 
При первой встречи L c Джеймсоном Тёрнером, L рассказывает: что Кира притворяется японцем; что первое убийство было совершенно в Сиэтле; и Кира имеет доступ к файлам полиции и Интерпола, именно так Кира находил японских преступников. L вместе с ФБР организует слежку за полицейскими и членами их семей, включая семью Джеймса Тёрнера.
Лайт и Мия замечают слежку ФБР и спорят о том, надо ли их убивать. Вскоре агенты совершают массовое самоубийство. Лайт подозревает Рюка в убийстве агентов, потому что ему не нравится, что пара убийц перестали пользоваться тетрадью. После смерти агентов Джеймс Тёрнер делает громкое заявление против Киры. Когда Джеймс не умирает, L понимает, что Кира — это Лайт Тёрнер, и выходит с ним на контакт. Лайт не хочет продолжать убивать после смерти агентов и пытается намекнуть на сделку, но сыщик отказывается. И Лайт решает вступить в борьбу с ним.
Лайт разрабатывает план — с помощью тетради он берёт под контроль Ватари, помощника L, и заставляет того выдать имя детектива. Но тот его не знает, потому что L был сиротой из приюта, который попал в программу по подготовке спецагентов, но Ватари знает, что в архиве приюта должно быть дело с именем и отправляется туда. Лайт хочет после получения имени L сжечь страницу с именем Ватари, что отменит вынесенный приговор, и тот не умрёт. Но Рюк раскрывает, что можно сжечь только одну страницу из всей тетради, а одна страница уже вырвана.
L тяжело переживает пропажу друга и от ярости врывается в дом к Тёрнерам, угрожая Лайту, и устраивает обыск. Но Мия успела унести Тетрадь, она обещает вернуть её Лайту после бала, в процессе которого Ватари сможет сообщить узнанное им имя L. Но он умирает, не успев этого сделать. Мия открывает правду Лайту: она убила агентов ФБР, написав их имена на вырванной странице, а также написала имя самого Лайта на другой, и тот должен передать права на тетрадь ей, иначе она не сожжёт страницу и Лайт умрёт.
Тот сбегает и успевает сделать пару записей в тетради, прежде чем в школу врываются полицейские, разыскивающие Лайта по приказу его отца, чтобы защитить от L, разъярённым от смерти Ватари. Но тот уже гонится за Лайтом. Лайту удаётся оторваться и встретиться с Мией на колесе обозрения. Он пытается отговорить Мию от тетради смерти, говоря не брать её, если девушка его любит. Но та не слушается и отбирает тетрадь, но колесо обозрения начинает разрушаться и Мия понимает, что Лайт написал её имя. Они оба падают с колеса. Мия падает на землю и умирает, а Лайт в воду, что его спасает. Кто-то вылавливает Тетрадь Смерти из воды, а сам Лайт попадает в больницу.
Выясняется, что убийства преступников продолжаются, хотя Лайт в коме, и полиция разрывает отношения с L и призывает детектива покинуть город. В это время неизвестный приносит Лайту тетрадь в больницу. Происходит флешбэк, где раскрывается, что Лайт спланировал не только смерть Мии, но и своё падение в воду и спасение врачом-преступником, который и вводит Лайта в кому на несколько дней. А в это время почтальон-педофил получает Тетрадь смерти и карает преступников через Тетрадь смерти, которую потом возвращает Лайту и кончает с собой, так же как и доктор.
К Лайту приходит его отец, который догадывается, что Лайт — это Кира, вспоминая смерть убийцы своей жены. Лайт соглашается и намерен рассказать отцу всю правду. В это время L вспоминает слова Лайта о том, что орудие убийства — это учебник математики. Он узнаёт, что у Лайта этого предмета не было, но он был у Мии. Он врывается к ней в квартиру, где находит вырванный листок с именами агентов. L догадывается о том, что убить можно через написание имени на этом листе, и готовится написать имя Лайта. Фильм заканчивается открытой концовкой.

## В ролях
| Актёр           | Роль               |
| --------------- | ------------------ |
| Нэт Вулфф       | Лайт Тёрнер / Кира |
| Маргарет Куэлли | Мия Саттон         |
| Кит Стэнфилд    | L                  |
| Пол Накаучи     | Ватари             |
| Шей Уигем       | Джеймс Тёрнер      |
| Уиллем Дефо     | Рюк                |

## Производство
Зимой 2011 года проектом заинтересовался режиссёр Шейн Блэк, однако вскоре он покинул его из-за решения владельцев студии Warner, решивших вычеркнуть богов смерти из сценария и изменить главный мотив действий Лайта — со справедливости на месть. Тем не менее, в дальнейшем сценарий вернулся к оригиналу. 
В преддверии запуска фильма в производство от проекта отказалась студия Warner. Позднее создавать фильм стала компания Netflix. 
27 апреля 2015 года издание The Hollywood Reporter сообщило, что Адам Вингард занял место режиссёра в проекте. После назначения актёров на главные роли осенью 2015 года, создателей фильма обвинили в «отбеливании» (whitewashing) японских персонажей. В ответ на это, продюсеры Рой Ли и Дэн Лин заявили, что посыл кинокартины, которая имеет совершенно разных актёров, универсален и не знает расовых границ. Больше всего возмущения у фанатов аниме вызывало то, что в фильме на роль L взяли темнокожего актера, что нарушило изначальный визуальный образ этого персонажа.

## Критика
На американском сайте Rotten Tomatoes фильм получил рейтинг 4,73 из 10. На американском сайте Metacritic фильм получил «смешанные или средние отзывы», а также оценку 43 из 100.
Российский веб-сайт «Мир фантастики» (МирФ) дал отрицательную оценку фильму. К его отрицательным сторонам веб-сайт отнес: провисающий и неубедительный сюжет, неудачные образы персонажей, а также то, что в фильме не раскрыта ни одна тема. К положительным сторонам фильма веб-сайт отнес озвучку персонажа Рюка от Уиллема Дефо и попытку авторов фильма создать свой стиль.  
Российский интернет-портал «Film.ru» раскритиковал фильм. Критике подверглось построение сюжета. Интернет-портал критиковал персонажей: Лайт и L получились невзрачными и они иногда ведут себя необъяснимо; Джеймса Тернера (Шея Уигема) критикуют за плохое произношение реплик, а также, по мнению интернет-портала, он выглядит скорее не офицером полиции, а реднеком; красота и ум Мии идут вразрез с остальными сюжетными линиями и характерами.

## Сиквел
22 августа 2018 года The Hollywood Reporter сообщил, что сиквел находится на стадии пре-продакшена, а Грег Руссо пишет сценарий.
20 апреля 2021 года Руссо сообщил, что сиквел будет более верен манге, чем первый фильм.
На 2025 год работа над сиквелом не началась.